# HQ9+
HQ9+ – ezoteryczny język programowania stworzony przez Cliffa Bieffle'a posiadający tylko cztery komendy, reprezentowane przez pojedyncze znaki H, Q, 9 oraz +:
- H – wyświetla napis "Hello, world!"
- Q – wyświetla na wyjściu kod źródłowy programu (jak quine)
- 9 – wyświetla słowa piosenki 99 Bottles of Beer
- + – zwiększa o 1 akumulator

Przykładowy program HHQ+HQ++, wyświetli "Hello, world! Hello, world! HHQ+HQ++ Hello, world! HHQ+HQ++" oraz trzykrotnie zwiększy rejestr akumulatora.

## HQ9++
Powstała także obiektowa wersja języka HQ9+, zwana HQ9++. Poza poleceniami z języka HQ9+ dodano nowe polecenie ++, które poza standardowym dwukrotnym zwiększeniem rejestru akumulatora, dodatkowo tworzy obiekt nowej podklasy. Język HQ9++, będąc w zgodzie z paradygmatem programowania obiektowego, a konkretnie z hermetyzacją, nie umożliwia w żaden sposób dostępu do nowo stworzonego obiektu.